# 아키하바라 라디오회관

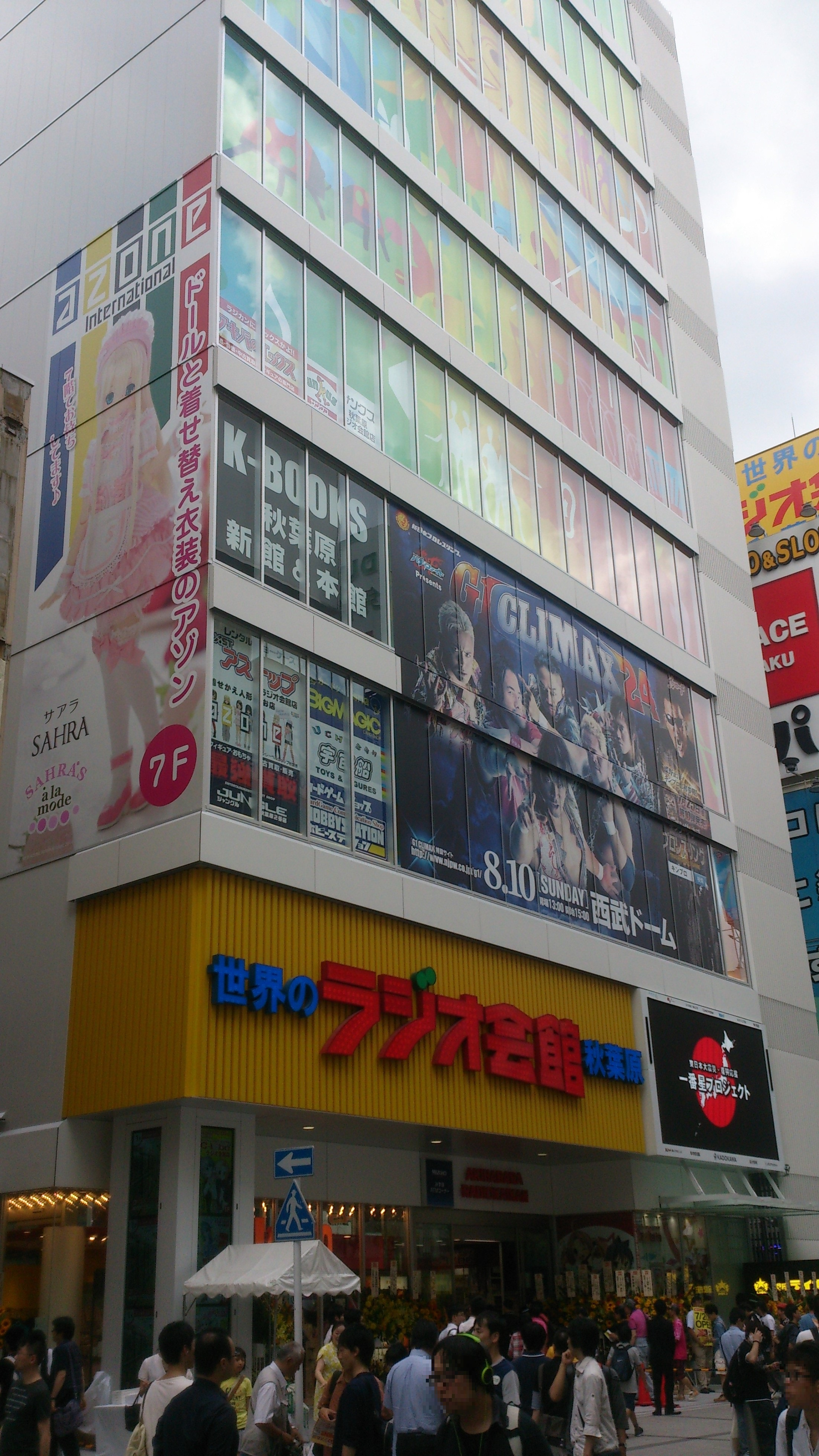

아키하바라 라디오회관(일본어: 秋葉原ラジオ会館)은 일본 도쿄도 아키하바라에 있는 빌딩으로, 1962년 문을 열었다. 한때는 NEC, 후지쯔, 히타치, 도시바, 미쓰비시 등 PC 메이커의 쇼룸이 들어와 있었으나, 지금은 1~8층까지 가전제품, 오디오, 무선기기, 컴퓨터, 음향기기, 비디오 게임, 장난감, DVD, 서적 등을 취급하는 가게들이 들어서 있다. 아키하바라역이 바로 옆에 있으며, 간판에 '세계의 라디오회관'이라고 쓰여져 있다.